# フェニルアセトアルデヒド
フェニルアセトアルデヒド (phenylacetaldehyde) は、芳香族アルデヒドのひとつで、アセトアルデヒドのα水素の1つがフェニル基で置換された構造を持つ。
多くの種類の昆虫（チョウ目、ハチ目、甲虫類、アミメカゲロウ目）は、フェニルアセトアルデヒドを交信物質として利用している。マゴットセラピーにおいて抗菌作用を示すことも知られる。
タバコの香りを増すために加えられる。純粋なフェニルアセトアルデヒドの匂いは、蜂蜜のよう、甘い、バラの香り、みずみずしい、草の香り、と表現される。ソバやチョコレートなどの食品や植物にも含まれる。ヒヤシンス、スイセン、アカシア、シクラメンなどのフレグランス、ラズベリー、アンズ、サクランボ、スパイスなどのフレーバーの調合原料として用いられる。

## 製法
工業的には、スチレンオキシドの異性化により製造される。